# Paul Boutault
Paul Émile Boutault, né le 4 novembre 1793 à Montélimar et décédé du choléra le 14 août 1854 à Paris, est un polytechnicien devenu général de brigade français, commandant de l'École polytechnique en 1854.

## Biographie
Paul Émile Boutault naît le 14 brumaire an II (4 novembre 1793) à Montélimar. Il est le fils de François-Antoine Boutault, marchand libraire, et de Marie-Louise Réno.
Paul Émile Boutault intègre l'École polytechnique en 1811, reçu 40e. Il en sort 31e en 1813, et choisit le Génie.
Il suit alors les cours de l'École d'application du Génie à Metz, et participe à la lutte contre les alliés en 1814. Il est lieutenant de sapeurs en 1815.
Le lieutenant Boutault est nommé à l'armée du Nord et se distingue à Waterloo. Il est mis en demi-solde après les Cent-Jours.
En 1816, il réintègre le Génie, devient en 1819 capitaine de sapeurs. Il est chef du génie d'une brigade lors de l'expédition de Morée, et est blessé au Coron. Nommé en 1836 en Algérie, il y est plusieurs fois cité, notamment pour son action le 6 juillet à la bataille de la Sikkak, puis à Bougie. Il participe ensuite à l'attaque de Constantine, qui lui vaut une nouvelle blessure.
Revenu en France, il est nommé en 1837 chef de bataillon et commande alors l'École de Montpellier. Lieutenant-colonel en 1843, il dirige les fortifications en Corse, puis devient colonel.
Paul Boutault est promu général de brigade en 1853, et devient membre du comité des fortifications. Le général Boutault est nommé commandant de l'École polytechnique en 1854, mais il meurt la même année du choléra.